# Реньи (Шер)
Реньи́ (фр. Reigny) — коммуна во Франции, находится в регионе Центр. Департамент — Шер. Входит в состав кантона Шатомейан. Округ коммуны — Сент-Аман-Монтрон.
Код INSEE коммуны — 18192.

## География
Коммуна расположена приблизительно в 260 км к югу от Парижа, в 155 км южнее Орлеана, в 60 км к югу от Буржа.
Вдоль восточной границы коммуны протекает река Арнон.

## Население
Население коммуны на 2008 год составляло 264 человека.
| 1962 | 1968 | 1975 | 1982 | 1990 | 1999 | 2008 |
| ---- | ---- | ---- | ---- | ---- | ---- | ---- |
| 421  | 443  | 400  | 317  | 276  | 266  | 264  |

## Администрация
| Период | Период | Фамилия            | Партия | Примечания |
| ------ | ------ | ------------------ | ------ | ---------- |
| 2001   | 2008   | Жан-Франсуа Леблон |        |            |
| 2008   | 2014   | Себастьен Виллер   |        |            |

## Экономика
Основу экономики составляет виноградарство и сельское хозяйство.
В 2007 году среди 155 человек в трудоспособном возрасте (15-64 лет) 111 были экономически активными, 44 — неактивными (показатель активности — 71,6 %, в 1999 году было 57,7 %). Из 111 активных работали 100 человек (53 мужчины и 47 женщин), безработных было 11 (6 мужчин и 5 женщин). Среди 44 неактивных 5 человек были учениками или студентами, 20 — пенсионерами, 19 были неактивными по другим причинам.

## Фотогалерея

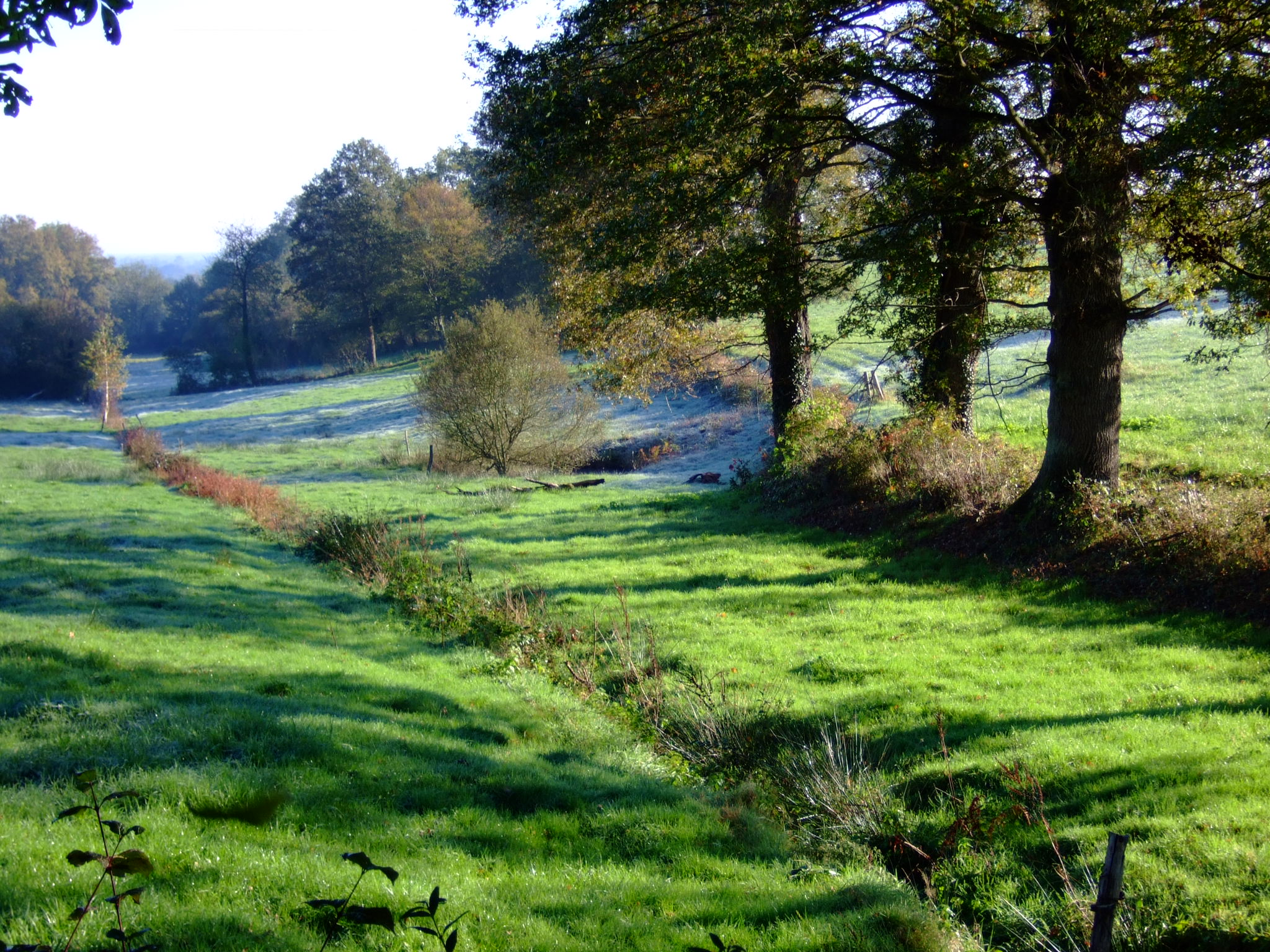
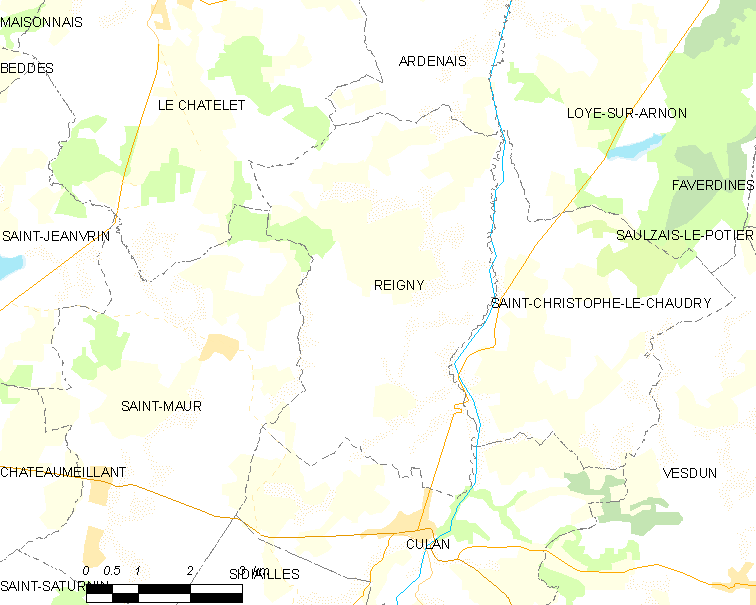
Карта коммуны